# CNN International
«CNN International» — міжнародний телеканал англійською мовою, що належить медіаконгломератів «Turner Broadcasting System», який в даний час є підрозділом компанії «Time Warner».
Переважно показує новини, в ефірі також аналітичні програми на теми подій в світі і інтерв'ю з відомими людьми.
Канал можна дивитися в більшості країн світу. Згідно з усіма найбільш значущим опитувань та досліджень «CNN International» - новинний канал номер один за охопленням аудиторії в Європі, на Близькому Сході, в Африці та в Південній Америці. У 2013 і 2014 роках у Великій Британії Королівським телевізійним суспільством зізнавався «Новинними телеканалом року».
15 лютого 2023 року канал став доступний для перегляду в Україні через додаток «Дія».